# Osteoclast
Osteoclastele sunt celule implicate în distrugerea țesutului osos. Această funcție este critică în procesele de menținere, reparare și remodelare a osului în scheletul vertebratelor. Osteoclastele dezasamblează și digeră compoziția proteinelor hidratate și a mineralelor ca urmare a secreției de acid și colagenază, proces cunoscut sub numele de resorbție osoasă. Acest proces este implicat și în reglarea nivelelor de calciu din sânge.